# Rhynchocyon
Rhynchocyon és un gènere de musaranya elefant de la família dels macroscelídids.
Conté les següents espècies:
- Musaranya elefant d'espatlla groga, Rhynchocyon chrysopygus
- Musaranya elefant gegant, Rhynchocyon cirnei
- R. clarkei †
- Musaranya elefant de Peters, Rhynchocyon petersi
- R. pliocaenicus †
- R. rusingae †
- R. stuhlmanni
- R. udzungwensis[1]